# Habichtswald
Habichtswald är en kommun i Landkreis Kassel i Regierungsbezirk Kassel i förbundslandet Hessen i Tyskland.
Kommunen bildades 31 december 1971 genom en sammanslagning av de tidigare kommunerna Dörnberg och Ehlen.